# Denis Lazure
Denis Lazure (ur. 12 października 1925 w Napierville – zm. 23 lutego 2008) – kanadyjski polityk i członek Zgromadzenia Narodowego Quebecu w latach 1976-1984 oraz 1989-1996. Ojciec aktorki Gabrielle Lazure.

## Życiorys
Studiował na Université de Montréal, na którym obronił doktorat z medycyny. Był także studentem wydziału psychiatrii Uniwersytetu Pensylwanii oraz  Uniwersytetu w Toronto, gdzie został absolwentem administracji szpitalnej.
Był założycielem niemowlęcego oddziału psychiatrii w Saint Justine Hospital w 1957 roku. Był także dyrektorem tego szpitala. W 1974 roku został dyrektorem pierwszego szpitala psychiatrycznego na Haiti.
Wykładał na Université de Montréal. Był prezesem Kanadyjskiego Stowarzyszenia Psychiatrów (Canadian Association Psychiatrists).
Dwukrotnie ubiegał się o miejsce w kanadyjskiej Izby Gmin jako kandydat Nowej Partii Demokratycznej. W 1967 roku zajął drugie miejsce w wyborach dodatkowych w powiecie Outremont – Saint Jean. Rok później zajął trzecie miejsce w wyborach federalnych, w powiecie Gamelin.
W latach 1976 i 1981 został wybrany do Zgromadzenia Narodowego Quebecu w okręgu Bertrand, gdzie zasiadał do 1984 roku. Następnie pracował jako psychiatra w szpitalu w Greenfield Park. W 1989 roku wziął udział w wyborach do Zgromadzenia Narodowego Quebecu w La Prairie. W 1994 roku wygrał w kolejnych wyborach, jednak w 1996 roku złożył mandat i wrócił do wykonywanego wcześniej zawodu. Jego wkład został nagrodzony przez Psychiatric Association Doctors Quebec w 2004 roku.